# كريس مكاي
كريس مكاي هو مخرج أمريكي ولد في 11 نوفمبر 1973.